# Мазуренко Ігор Дмитрович
І́гор Дми́трович Мазуре́нко — капітан Міністерства внутрішніх справ України.
Станом на 2010 рік — співробітник відділу супроводження УДАІ ГУМВС України в Дніпропетровській області.

## Нагороди
21 жовтня 2014 року — за особисту мужність і героїзм, виявлені у захисті державного суверенітету та територіальної цілісності України, вірність військовій присязі під час російсько-української війни, відзначений — нагороджений орденом Данила Галицького.